# Мартін Кімі
Мартін Крістофер Кімі (англ. Martin Christopher Keamy) — вигаданий персонаж і один з другорядних героїв американського телесеріалу «Загублені». Лідер найманців, які прибули на острів з корабля «Kahana». Вперше з'явився в четвертому сезоні, роль виконав Кевін Дюранд .

## Біографія персонажа
Мартін Кімі з Лас-Вегаса, штат Невада. За словами Бена, Кімі служив в армії і був першим сержантом у піхотному корпусі армії США з 1996 по 2001 рік. Пізніше, він працював найманцьом у приватних компаніях, проводив важливі операції в Уганді. Кімі був найнятий Чарльзом Відмором (Алан Дейл) в 2004 році і став лідером найманців, які прибули на острів,  щоб забрати Бенджаміна Лайнуса (Майкл Емерсон), за велику суму грошей. Другою його місією було — усунення острів'ян.
Кімі прийшов на корабель, коли на Суві (Фіджі) проводився набір команди. Він знає про правила і на кого працює. Під час першої висадки на острів його загін, в який входили інші найманці: Омар (Ентоні Азізі), Лакур, Кокол, Редферн і Мейх'ю, вбив Даніель Руссо (Міра Фурлан) і Карла Мартіна (Блейк Башофф), а також напав на табір Інакших, де знаходився загін Джона (Террі О'куінн). В результаті переговорів використовував Алекс (Таня Реймонд) як спосіб виманити Бена. Убив Алекс через відмову Бена, після чого його загін був атакований димовим монстром, якого викликав Бен. Кімі вижив і повернувся на корабель. Коли Френк Лапідус (Джефф Фейі) відмовився знову везти їх на острів Кімі зарізав Рея — доктора і Лапідус погодився. Перед вильотом Гольт наставив на нього пістолет, але абстрагований питанням про бомбу на руці Кімі, пустив кулю собі в груди. На наступний день він влаштував засідку на Бена поблизу Орхідеї. Бен здався йому, але під час походу до вертольота його загін був атакований Інакшими під проводом Річарда Олперта (Нестор Карбонелл).. Намагався наздогнати Кейт (Еванджелін Ліллі) і Бена, в результаті бійки з Саїдом (Навін Ендрюс) був застрелений Річардом, але вижив. Проник слідом за Джоном і Беном на Орхідею, де Бен перерізав йому горло. Помер, хоча Джон намагався його врятувати — від його життя залежала доля тих, хто був на кораблі.

## Після смерті
Батько Сун — Містер Ву-Джунг Пайк, найняв Мартіна Кімі і його людей, щоб убити Джина, за те, що він був в інтимних стосунках з Сун (Кім Юнджин). Сун і Михайло Бакунін (Ендрю Дівофф), який працює з Кімі, їдуть у банк за грошима, що Містер Пайк залишив для Кімі. Мартін також був кредитором Омера, брата Саїда, і вимагав у того гроші. Намагаючись змусити Саїда платити, він намагався залякати його погрозами, чим викликав зворотну реакцію — Саїд вбив Кімі та його охоронців. Коли Сун і Михайло повертаються, вони виявляють трупи бандитів. Після Михайло накидається на Джина (якого викрав Кімі і пізніше замкнув в холодильнику, але коли Саїд вбив бандитів, Джин звільнився) і вбиває його. Одна куля потрапляє в Сун і Джин відносить її в лікарню.

## Створення персонажа
Особистість
Під час створення персонажа, Кімі був описаний як людина військового типу в кінці двадцятих років, яка не задає запитань під час замовлень. Журналіст IGN Кріс Кеработт написав: «У шоу показують, що особливості персонажа чреваті невизначеністю, Кімі є повною протилежністю його морському менталітету, що виразно виділяє його. Його команда має фізичні переваги і з допомогою містера Відмора, вони мають тактичну перевагу. Кімі в серіалі, як бульдог, якого кидають у клітку повну кошенят (за винятком іракського військового дізнавача Саїда)». Джей Глатфелтер з The Huffington Post, заявив: «Кімі божевільний!… Із всіх поганих хлопців на острові в минулому, сьогоденні і майбутньому Кімі повинен бути одним із самих небезпечних. Не тому, що він сильний, жорстокий і має зброю, а тому що він готовий вбивати навіть після падіння капелюха. Це не обіцяє нічого хорошого для наших острів'ян». Виконавчий продюсер і сценарист серіалу Карлтон К'юз заявив, що він та інші автори створюють «комплекси» персонажа, тому що вони «зацікавлені у вивченні як добра так і зла, що може бути виконане в тому ж персонажі, і письменники також заінтриговані боротьбою, яка у всіх нас є, для подолання темної частини нашої душі»; однак, пізніше він уточнив, що є винятки: «Поганий Кімі, він знає, що він поганий, але він … хлопець, який робить роботу». Деймон Лінделоф заявив: «Цікавий момент про Кімі в тому, що він схожий на … нещадного годувальника. Там це важливий момент у фіналі сезону, де він тільки схожий на вбивцю, граната.. кинута їм у його союзника Омара вбила останнього, що викликало у Кімі стурбованість». Згідно короткометражці Lost: The Complete Fourth Season — The Expanded Experience на DVD, Кімі любить «важку артилерію» і «фізично» не любить «переговорів» і «лікарів».